# Жмієво-Ґає
Жмієво-Ґає (пол. Żmijewo-Gaje) — село в Польщі, у гміні Ступськ Млавського повіту Мазовецького воєводства.
Населення — 40 осіб (2011).
У 1975-1998 роках село належало до Цехановського воєводства.

## Демографія
Демографічна структура станом на 31 березня 2011 року:
|          | Загалом | Допрацездатний вік | Працездатний вік | Постпрацездатний вік |
| -------- | ------- | ------------------ | ---------------- | -------------------- |
| Чоловіки | 22      | 2                  | 17               | 3                    |
| Жінки    | 18      | 3                  | 10               | 5                    |
| Разом    | 40      | 5                  | 27               | 8                    |